# Troy Gentile

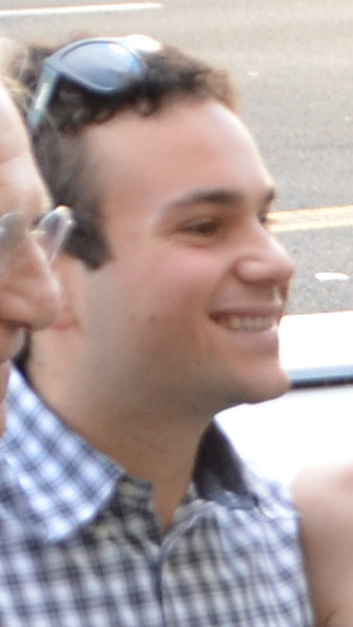
Troy Gentile, 2014

Troy Gentile (* 27. Oktober 1993 in Boca Raton, Florida) ist ein US-amerikanischer Schauspieler.

## Leben und Karriere
Im Alter von vier Jahren zog Troy Gentile, Sohn der einstigen Boca-Raton-News-Mitarbeiterin Debbie Gentile und des iranischstämmigen Albert Farshi, mit seiner Familie nach Kalifornien. Dort begann er schließlich auch seine Schauspielausbildung, wobei er anfangs nur in kleineren Theaterproduktionen eingesetzt wurde und schließlich im Jahre 2005 sein Filmdebüt gab, als er in den Cast von Die Bären sind los geholt wurde. 
Für seine Rolle des Matthew Hooper wurde er zusammen mit einer Reihe weiterer Nachwuchsdarsteller im darauffolgenden Jahr mit einem Young Artist Award in der Kategorie „Best Performance in a Feature Film – Young Ensemble Cast“ ausgezeichnet.
In den darauffolgenden zwei Jahren wurde Gentile schließlich in zahlreichen international ausgestrahlten Filmen und Fernsehserien eingesetzt, so unter anderem im Jahre 2006 in jeweils einer Episode der Serien The Late Late Show with Craig Ferguson und Hotel Zack & Cody. Zudem spielte er in diesem Jahr zwei Mal die jüngere Version von Jack Black; zum einen in Nacho Libre, zum anderen in Kings of Rock – Tenacious D. 
Bei den Young Artist Awards des Jahres 2007 wurde Gentile schließlich für seine Rolle für einen Award in der Kategorie „Best Performance in a Feature Film – Supporting Young Actor“ nominiert.
Das Jahr 2007 wurde gleich von einer Reihe größerer Filmauftritte geprägt. So filmte er in diesem Jahr den Pilotfilm zur später entstehenden Fernsehserie Zip, für die Troy Gentile, nach der Aufnahme von Steven Weber und Bernardo De Paula, Anfang April 2008 auch in den Cast geholt wurde. Neben einem kleinen Nebenrolle im Thriller 9 Lives of Mara brachte er es 2007 unter anderem auch zu einer Hauptrolle in der Komödie Fugly. Weitere Nebenrollen folgten in Hauptsache verliebt, im Kurzfilm Order Up und im Film Der Glücksbringer, in dem er eine jüngere Version des Darstellers Dan Fogler mimte. Alle dieser Filme wurden im Jahre 2007 veröffentlicht. 
In den Folgejahren nahmen seine Engagements zusehends ab, obgleich er es immer noch zu größeren Rollen brachte. Dabei zum Beispiel in den Filmen Drillbit Taylor – Ein Mann für alle Unfälle (2008) oder Das Hundehotel (2009). Für seine Rolle des Ryan Anderson in Drillbit Taylor wurde er im Jahre 2009 ein weiteres Mal für einen Young Artist Award nominiert, diesmal zusammen mit David Dorfman und Nate Harley in der Kategorie „Best Performance in a Feature Film – Young Ensemble Cast“.
Im Jahre 2008 hatte Troy Gentile noch einen Gastauftritt in der Fernsehserie Entourage, sowie einen weiteren Gastauftritt in einer Episode von Hawthorne im Jahre 2010. In deutschsprachigen Synchronfassungen der Filme und Serien, in denen Gentile eingesetzt wurde, besitzt er keine Feststimme. Stattdessen wurden seine Stimme von verschiedenen Synchronsprechern übernommen, so von Moses Obleta in Die Bären sind los, von Tobias John von Freyend in Der Glücksbringer, von Konstantin Seidenstücker in Drillbit Taylor – Ein Mann für alle Unfälle, sowie von Daniel Claus in Das Hundehotel.

## Filmografie

### Filme
- 2005: Die Bären sind los (Bad News Bears)
- 2006: Nacho Libre
- 2006: Kings of Rock – Tenacious D (Tenacious D in The Pick of Destiny)
- 2007: Zip → Pilot
- 2007: 9 Lives of Mara
- 2007: Fugly
- 2007: Hauptsache verliebt (I Could Never Be Your Woman)
- 2007: Order Up
- 2007: Der Glücksbringer (Good Luck Chuck)
- 2008: Drillbit Taylor – Ein Mann für alle Unfälle (Drillbit Taylor)
- 2008: Ananas Express[5] (Sohn von Ted Jones)
- 2009: Das Hundehotel (Hotel for Dogs)
- 2011: Pig Lady

### Serien
- 2006: The Late Late Show with Craig Ferguson (Fernsehserie, 1 Episode)
- 2006: Hotel Zack & Cody (Fernsehserie, Folge 2x01)
- 2006: Zip (Fernsehserie, Folge 1x01)
- 2007: Fugly (Fernsehserie, Folge 1x01)
- 2008: Entourage (Fernsehserie, Folge 5x03)
- 2010: Hawthorne (Fernsehserie, Folge 2x02)
- 2013–2023: The Goldbergs (Fernsehserie, bisher 175 Folgen)
- 2015: The Middle (Fernsehserie, Folge 6x18)
- 2019–2020: Schooled (Fernsehserie, 5 Folgen)
- 2019: Celebrity Family Feud (Fernsehserie, Folge 6x11)
- 2020: That One Time (Fernsehserie)

## Nominierungen und Auszeichnungen
Nominierungen
- 2007: Young Artist Award in der Kategorie „Best Performance in a Feature Film – Supporting Young Actor“ für sein Engagement in Nacho Libre[2]
- 2009: Young Artist Award in der Kategorie „Best Performance in a Feature Film – Young Ensemble Cast“ für sein Engagement in Drillbit Taylor – Ein Mann für alle Unfälle (zusammen mit David Dorfman und Nate Hartley)[4]

Auszeichnungen
- 2006: Young Artist Award in der Kategorie „Best Performance in a Feature Film – Young Ensemble Cast“ für sein Engagement in Die Bären sind los (zusammen mit einem weiteren 13-köpfigen Team)[1]